# Aéroport d'Okayama
L'aéroport d'Okayama (岡山空港, Okayama kūkō) (code IATA : OKJ • code OACI : RJOB), est un aéroport situé à Okayama, en Japon.

## Situation

### Carte des 50 principaux aéroports du Japon
| Akita Amami Aomori Asahikawa Chūbu Fukuoka Fukushima Hakodate Hanamaki Hiroshima Ibaraki Ishigaki Izumo Kagoshima Kansai Kitakyushu Kobe Kōchi Komatsu Kumamoto Kumejima Kushiro Iwakuni Matsuyama Memanbetsu Miho-Yonago Misawa Miyako Miyazaki Nagasaki Nagoya Naha Tokyo · Narita Niigata Ōita Okayama Osaka Saga Sendai Shin-Chitose Shizuoka Shonai Takamatsu Tokachi-Obihiro Tokushima Tokyo · Haneda Tottori Toyama Tsushima Yamaguchi Ube |

## Compagnies et destinations
| Compagnies                                    | Destinations               |
| --------------------------------------------- | -------------------------- |
| All Nippon Airways                            | Shin-Chitose, Tokyo-Haneda |
| China Eastern Airlines                        | Shanghai-Pudong            |
| Hong Kong Airlines                            | Hong Kong                  |
| Japan Airlines                                | Tokyo-Haneda               |
| Japan Airlines opéré par Japan Transocean Air | Okinawa-Naha               |
| Korean Air                                    | Séoul-Incheon              |
| Tigerair Taiwan                               | Taïwan-Taoyuan             |

Édité le 09/01/2020

## Statistiques
Pour des raisons techniques, il est temporairement impossible d'afficher le graphique qui aurait dû être présenté ici.

Voir la requête brute et les sources sur Wikidata.